# Nicky Cleșcenco
Nicky Serghei Cleșcenco (sinh ngày 23 tháng 7 năm 2001) là một cầu thủ bóng đá hiện tại đang thi đấu ở vị trí tiền đạo chạy cánh trái cho câu lạc bộ Petrocub, cho mượn từ Sion II. Sinh ra tại Ireland, anh đại diện cho Đội tuyển bóng đá quốc gia Moldova.

## Sự nghiệp thi đấu
Cleșcenco chơi cho Dacia Buiucani ở cấp độ trẻ, trước khi chuyển tới Bồ Đào Nha vào năm 2014 để thi đấu cho học viện của Sporting CP và União de Leiria. Trong mùa giải 2019–20, anh có 6 lần ra sân cho đội 1 União de Leiria tại Campeonato de Portugal. Vào tháng 2 năm 2021, anh gia nhập đội dự bị của Sion tại Promotion League.

## Sự nghiệp quốc tế
Cleșcenco ra mắt quốc tế cho Moldova vào ngày 3 tháng 6 năm 2021, khi vào sân ở phút thứ 87 cho Dan Spătaru trong trận thua 2-0 trước Thổ Nhĩ Kỳ, diễn ra ở Paderborn.

## Đời tư
Cleșcenco được sinh ra tại Dublin, Cộng hòa Ireland, và là con trai của cựu cầu thủ bóng đá và huấn luyện viên Serghei Cleșcenco, người ghi nhiều bàn thắng thứ 2 của đội tuyển Moldova.

## Thống kê sự nghiệp

### Quốc tế
Tính đến 16 tháng 11 năm 2022
| Moldova   | Moldova | Moldova   |
| Năm       | Trận    | Bàn thắng |
| --------- | ------- | --------- |
| 2021      | 3       | 0         |
| 2022      | 1       | 0         |
| Tổng cộng | 4       | 0         |